# Lars Bergstig
Lars Hilmer Bergstig, född Johansson 2 april 1939 i Virserums församling i Kalmar län, död 14 mars 2022 i Barkarby distrikt i Stockholms län, var en svensk politiker (Folkpartiet Liberalerna).
Lars Bergstig hade förtroendeuppdrag i Järfälla kommun sedan 1964. Han var ersättare i riksdagen under en period 1994. Han var även gruppledare i Järfälla kommun för Folkpartiet.[när?] Han innehade även posten som vice ordförande i kommunstyrelsen 2006–2010.